# 第3屆金馬獎
第3屆金馬獎，又稱五十四年度國語影片展覽及優良國片頒獎典禮，是由中華民國官方舉辦的國產電影評選活動，為1965年台灣與華語電影業界的年度盛事之一。

## 活動安排
行政院新聞局為了表揚1965年度傑出電影與電影工作者，舉辦第3屆金馬獎。得獎者會受邀參加頒獎典禮，並上台接受金馬獎獎座（或獎狀、獎牌），並且致詞發表感言。優良國語影片展覽於1965年10月27日至10月30日一連四天放映。頒獎典禮於台灣時間1965年10月30日上午十時在台北市中山堂舉行，由新聞局局長沈劍虹主持並致詞，行政院院長嚴家淦擔任頒奬人並致詞，中國小姐劉秀嫚主持「訪問得獎人」節目。第3屆金馬獎影后李麗華未出席，由《養鴨人家》稱帝的葛香亭與邵氏兄弟花旦李菁代表致謝詞。新聞局於9月16日發布該年度度優良國語影片及最佳個人技術得獎名單。

## 獎勵辦法與停辦原因
1964年3月25日，新聞局公佈《五十三年獎勵國語影片辦法》：最佳美術設計由一名增二名，分彩色片最佳設計及黑白片最佳設計；最佳音樂獎也增為二名，分歌劇(舞)片非歌劇(舞)片各一名。新辦法中另一新規定是，凡申請獎勵的影片及個人技衛評審認為確具特殊成就，而其性質類別為辦法中未訂明者，得酌給特別獎。因新聞局在台北剛主辦完亞洲影展，以及發生民航空難，該年度的金馬獎宣布停辦一次，故於隔年第3屆的金馬獎正式實施該辦法。

## 養鴨人家與葛香亭
《養鴨人家》是中央電影公司首次獲金馬獎最佳劇情片、最佳導演、最佳男主角、最佳彩色攝影等四大獎，一改過去由邵氏兄弟與電懋壟斷金馬獎各獎項的局面，為台灣電影史上樹立起一個重要的里程碑，此後由台灣得獎的項目相較過去有明顯地增加。本屆的金馬影帝葛香亭，1970年以《高山青》再度獲得金馬獎最佳男主角獎，2005年獲得金馬獎終身成就獎。

## 得獎名單
- 第15屆之前，金馬獎採事前公佈得獎名單的方式，因此無「入圍名單」[7]。

下列之標記為該獎項之得獎者。

## 得獎統計
總共有16部電影獲獎，僅計入正式競賽獎項。
| 得獎數量 | 電影名稱                 | 得獎獎項                                       |
| -------- | ------------------------ | ---------------------------------------------- |
| 4        | 《養鴨人家》             | 最佳劇情片、最佳導演、最佳男主角、最佳彩色攝影 |
| 3        | 《深宮怨》               | 優等劇情片、最佳剪輯、最佳錄音                 |
| 2        | 《故都春夢》             | 最佳女主角、最佳男配角                         |
| 2        | 《最後的裁判》           | 獲獎助金影片、最佳童星                         |
| 2        | 《中華民國五十三年國慶》 | 最佳紀錄片、最佳紀錄片攝影                     |
| 2        | 《人之初》               | 優等劇情片、最佳女配角                         |
| 1        | 《萬花迎春》             | 最佳音樂                                       |
| 1        | 《情人石》               | 最佳音樂                                       |
| 1        | 《狀元及第》             | 最佳彩色美術設計                               |
| 1        | 《一毛錢》               | 最佳黑白攝影                                   |
| 1        | 《春江花月夜》           | 最佳紀錄片策劃                                 |
| 1        | 《八十八號情報員》       | 獲獎助金影片                                   |
| 1        | 《武昌演習》             | 優等紀錄片                                     |
| 1        | 《石門水庫》             | 優等紀錄片                                     |
| 1        | 《血濺牡丹紅》           | 優等劇情片                                     |
| 1        | 《諜海四壯士》           | 最佳編劇                                       |

## 外部連結
- 第3屆金馬獎名單 （页面存档备份，存于）（繁體中文）
- 五十四年優良國語片影展暨頒獎典禮 （页面存档备份，存于）（繁體中文）
- 國片頒獎 （页面存档备份，存于）（繁體中文）
- 時光網-第3届台湾电影金马奖 （页面存档备份，存于）